# یواس‌اس داش (ای‌ام-۸۸)
یواس‌اس داش (ای‌ام-۸۸) (به انگلیسی: USS Dash (AM-88)) یک کشتی بود که طول آن ۱۷۳ فوت ۸ اینچ (۵۲٫۹۳ متر) بود. این کشتی در سال ۱۹۴۲ ساخته شد.